# Премія «Сатурн» за найкращий DVD або Blu-ray фільм
Премія Сатурн за найкращий DVD або Blu-ray фільм — категорія премії Сатурн, яку вручає Академія наукової фантастики, фентезі та фільмів жахів. Категорія заснована у 2001 році.

## Лауреати і номінанти
• Лауреати виділені окремим кольором.
| Церемонія    | Фільм                                                    | Оригінальна назва                           |
| ------------ | -------------------------------------------------------- | ------------------------------------------- |
| 28-а (2002)  | • Перевертень                                            | Ginger Snaps                                |
| 29-а (2003)  | • Пси-воїни                                              | Dog Soldiers                                |
| 30-а (2004)  | • Біонікле: Маска світла                                 | Bionicle: Mask of Light                     |
| 31-а (2005)  | • Зоряний десант 2: Герой Федерації                      | Starship Troopers 2: Hero of the Federation |
| 32-а (2006)  | • Рей Гаррігаузен                                        | Ray Harryhausen: The Early Years Collection |
| 33-тя (2007) | • Хлопчики Sci-Fi                                        | The Sci-Fi Boys                             |
| 34-а (2008)  | • Кабінет доктора Калігарі                               | The Cabinet of Dr. Caligari                 |
| 36-а (2010)  | • Джек Брукс: Вбивця монстрів                            | Jack Brooks: Monster Slayer                 |
| 37-а (2011)  | • Нічого окрім правди                                    | Nothing But the Truth                       |
| 38-а (2012)  | • Ніколи не спи знову: спадщина В'язової вулиці          | Never Sleep Again: The Elm Street Legacy    |
| 39-а (2013)  | • Атлант розправив плечі: частина 1 • Ідеальний господар | Atlas Shrugged: Part I The Perfect Host     |
| 40-а (2014)  | • Торкніться назад                                       | Touchback                                   |
| 41-а (2015)  | • Павук з великою дупою!                                 | Big Ass Spider!                             |
| 42-а (2016)  | • Дивний Томас                                           | Odd Thomas                                  |
| 43-тя (2017) | • Поховання Екс                                          | Burying the Ex                              |
| 44-а (2018)  | • Казки про Хеллоуїн                                     | Tales of Halloween                          |
| 45-а (2019)  | • Дейв зробив лабіринт                                   | Dave Made a Maze                            |
| 46-а (2021)  | • Король Коен                                            | King Cohen                                  |